# Molekylære maskiner
En molekylemaskine eller nanomaskine, referer til ethvert særskilt antal molekyle-komponenter, der kan lave quasi-mekaniske bevægelser (output), når de udsættes for en specifik stimuli (input). Udtrykket bliver ofte brugt i bred forstand om molekyler, der efterligner funktioner, som sker på makroskopisk niveau. Udtrykket er også almindeligt inden for nanoteknologi, hvor et antal meget komplekse molekylemaskiner er blevet foreslået som forsøg på at skabe en molekylær montering. Molekylemaskiner kan opdeles i to overordnede kategorier; syntetiske og biologiske.
I 2016 blev nobelprisen i kemi givet til Jean-Pierre Sauvage, Sir J. Fraser Stoddart og Bernard L. Feringa for deres design og syntese af molekylemaskiner.